# Roeweritta carpentieri
Roeweritta carpentieri is een hooiwagen uit de familie echte hooiwagens (Phalangiidae).